# County Championship
County Championship – najważniejszy krajowy turniej w wielodniowej odmianie krykieta rozgrywany w Anglii i Walii.
Zawody organizowane są corocznie przez lokalny związek krykieta (England and Wales Cricket Board), a uczestniczą w nich kluby reprezentujące hrabstwa Wielkiej Brytanii, podzielone na dwa składające się z 9 zespołów poziomy ligowe: Division One (silniejszy) oraz Division Two.

## System rozgrywek
Mistrzostwa, trwające od kwietnia do września, rozgrywane są dwurundowym systemem kołowym. Po rozegraniu 16 kolejek najlepsza ekipa Division One zostaje mistrzem, a dwa najsłabsze zespoły spadają klasę niżej. Ich miejsce w kolejnym sezonie zajmują zwycięzca i zdobywca drugiego miejsca w Division Two.

## Kluby
Obecnie (sezon 2014) w zawodach uczestniczy 17 klubów angielskich i jeden walijski.
Division One
- Durham County Cricket Club (siedziba klubu: Chester-le-Street)
- Lancashire County Cricket Club (Manchester)
- Middlesex County Cricket Club (Londyn)
- Northamptonshire County Cricket Club (Northampton)
- Nottinghamshire County Cricket Club (Nottingham)
- Somerset County Cricket Club (Taunton)
- Sussex County Cricket Club (Hove)
- Warwickshire County Cricket Club (Birmingham)
- Yorkshire County Cricket Club (Leeds)

Division Two
- Derbyshire County Cricket Club (Derby)
- Essex County Cricket Club (Chelmsford)
- Glamorgan County Cricket Club (Cardiff)
- Gloucestershire County Cricket Club (Bristol)
- Hampshire County Cricket Club (Southampton)
- Kent County Cricket Club (Canterbury)
- Leicestershire County Cricket Club (Leicester)
- Surrey County Cricket Club (Londyn)
- Worcestershire County Cricket Club (Worcester)